# Anumi
Anumi är en ö i Päijännesjö i Finland. Den ligger i sjön Päijänne och i kommunen Sysmä i den ekonomiska regionen  Lahti  och landskapet Päijänne-Tavastland, i den södra delen av landet, 170 km norr om huvudstaden Helsingfors. Öns area är 13,4 hektar och dess största längd är 0,6 kilometer i öst-västlig riktning.